# Condado de Marion (Flórida)
O condado de Marion (em inglês:  Marion County) é um dos 67 condados do estado americano da Flórida. A sede e cidade mais populosa do condado é Ocala. Foi fundado em 14 de março de 1844.

## Geografia
De acordo com o United States Census Bureau, o condado possui uma área de 4 306 km², dos quais 4 104 km² estão cobertos por terra e 202 km² por água. Localiza-se na região centro-norte do estado.

## Demografia
Segundo o censo nacional de 2010, o condado possui uma população de 331 298 habitantes e uma densidade populacional de 81 hab/km². Possui 164 050 residências, que resulta em uma densidade de 40 residências/km².
Das cinco localidades incorporadas no condado, Ocala é a mais populosa, com 56 315 habitantes, enquanto Belleview é a mais densamente povoada, com 537 hab/km². McIntosh é a menos populosa, com 452 habitantes. De 2000 para 2010, a população de Belleview cresceu 29% e a de Reddick reduziu em 11%. Apenas uma localidade possui população superior a 10 mil habitantes.